# NGC 7522
NGC 7522 este o galaxie situată în constelația Vărsătorul. A fost descoperită în 1886 de către .